# Jacopo Berengario da Carpi
Pour les articles homonymes, voir Carpi (homonymie).

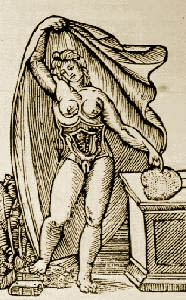
Illustration anatomique de Jacopo Berengario da Carpi représentant une femme enceinte, un pied sur des livres, et posant le doigt sur son utérus enlevé.

Jacopo Berengario da Carpi, né vers 1457 à Carpi et mort en 1530 à Ferrare, est un médecin italien, parmi les plus importants anatomistes modernes avant André Vésale. Son ouvrage Commentaires sur Mondino (1521) est le premier traité d'anatomie imprimé comportant des illustrations.

## Biographie
Fils de barbier chirurgien, il passe son enfance à apprendre la chirurgie sur le tas auprès de son père qui est lié d'amitié avec la famille des Pio, seigneurs de Carpi. Le seigneur d'alors est Lionello Ier dont l'épouse est la sœur de Pic de la Mirandole.
Tardivement, à partir de l'âge de dix-neuf ans, il reçoit une éducation classique de la part d'Alde l'Ancien, qui est aussi le précepteur des enfants de Lionello Ier. On ne connait pas le contenu de cette éducation. Il semble que Berengorio apprenne au moins le latin, et dissèque le porc en compagnie du jeune prince, futur Alberto III Pio, qui reçoit, avec quinze ans de moins, la même éducation que lui.
Dans les années 1480, il a un bagage suffisant pour étudier à l'université de Bologne, et obtenir son grade de médecin en 1489. Protégé par Alberto III Pio, seigneur de Carpi, il devient professeur à Pavie, puis à Bologne, où il enseigne l'anatomie et la chirurgie de 1502 à 1527.
De caractère violent, il est, selon Mirko Grmek, « de la race des condottieri ». Il manie le savoir comme une arme efficace pour acquérir pouvoir et argent, avec la conviction que les livres ne valent jamais l'expérience directe.
En 1526, il est victime, comme Vésale le sera plus tard, d'une dénonciation mensongère selon laquelle il aurait disséqué deux Espagnols vivants, pour étudier les mouvements du cœur. Poursuivi par l'Inquisition, il est obligé de s'enfuir de Bologne en 1527 pour s'établir enfin à Ferrare où il finit sa vie.
Après sa mort, il laisse une vaisselle d'or et d'argent d'un poids considérable, et plus de quarante mille écus au duc de Ferrare.

## Travaux

### Anatomie

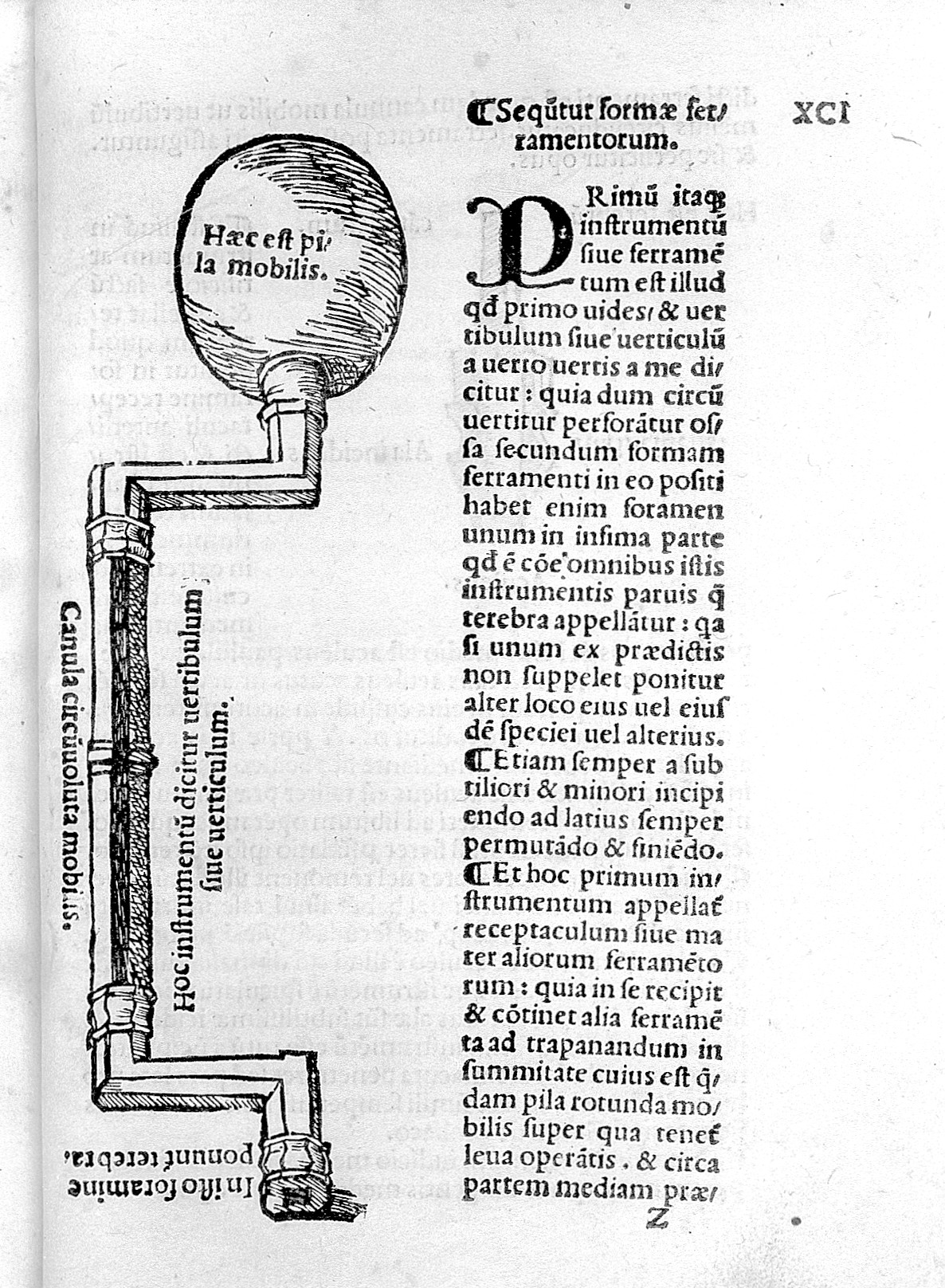
Trépan chirurgical pour perforer les os du crâne, inspiré directement du vilebrequin, Berengorio 1518.

C'est un des premiers restaurateurs de l'anatomie moderne. Il ne recopie pas l'anatomie de Galien à l'inverse de ses contemporains, mais pratique plus d'une centaine de dissections de corps humains. Ses planches anatomiques ont été largement plagiées par Johann Dryander (de).

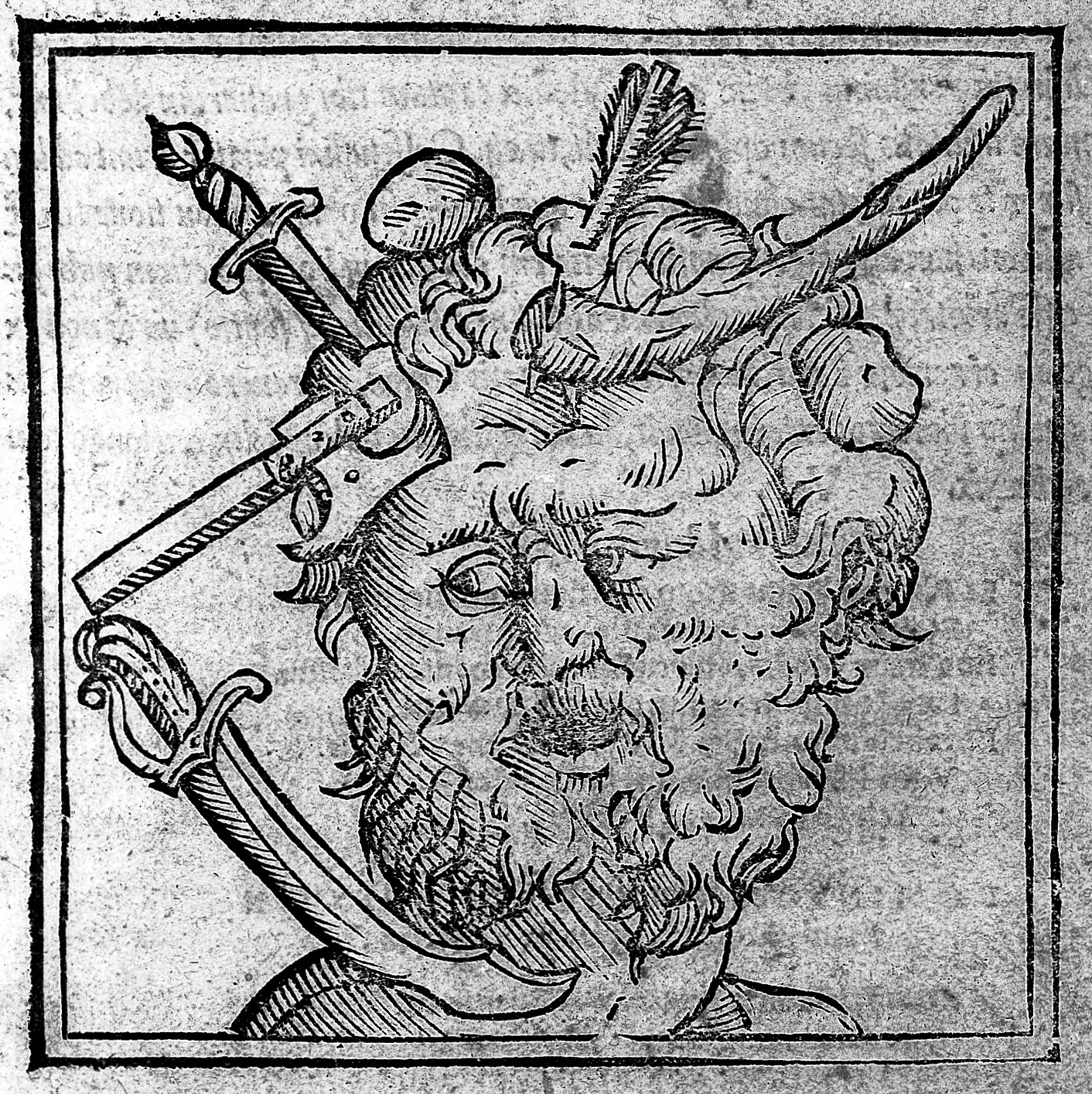
Traité des fractures du crâne, Berengario, 1518.

Il s'oppose aux anatomistes scolastiques qui ne font que compiler des autorités, l'une après l'autre, par leur érudition en latin. Il a une vision claire de la méthode anatomique, considérant que la recherche anatomique se faisait au mieux en dissections privées, et non pas en démonstrations publiques pédagogiques pour illustrer un texte déjà écrit.
Il aurait montré que la cloison cardiaque interventriculaire n'était pas perforée, contrairement à ce que Galien pensait. Il est le premier à rendre compte de la part basilaire de l'os occipital, des sinus du sphénoïde et de la membrane du tympan. Il donne aussi une bonne description du colon transverse et de l'appendice iléo-cæcal. Enfin il nie l'existence du rete mirabile chez l'homme, ce qui sera confirmé plus tard par Thomas Willis.

### Chirurgie
C'est un chirurgien hardi, âpre dans ses exigences d'honoraires, et véhément envers ses confrères. Ainsi, dans les fractures du crâne, c'est un fervent partisan de la trépanation, et qui se moque de la timidité de ceux qui hésitent à l'appliquer. Il pratique l'évidement et la résection dans la carie et la nécrose des os.
Il prétend avoir extirpé, par trois fois, un utérus atteint de gangrène. Le chirurgien historien du XIXe siècle Malgaigne a étudié son texte, pour conclure qu'il s'agissait en fait de polypes utérins prolabés, c'est-à-dire descendus dans le vagin par le col de l'utérus.

## Doctrine
Berengario da Carpi fait partie des « pré-Vésaliens », étiquette accolée par des historiens aux auteurs de textes anatomiques d'avant 1543. Toutefois, ces pré-vésaliens sont disparates, n'ayant en commun ni méthode, ni objectif. La distinction entre anatomistes scolastiques et humanistes (ou modernes) est commode, mais elle ne rend pas compte des cas intermédiaires ou singuliers, comme celui de da Carpi.

### Commentaires sur Mondino(1521)
Sa pensée a été analysée par R. K. French, à partir de cet imposant ouvrage en latin de près de mille pages, livre d'enseignement destiné à ses étudiants et à ses collègues.

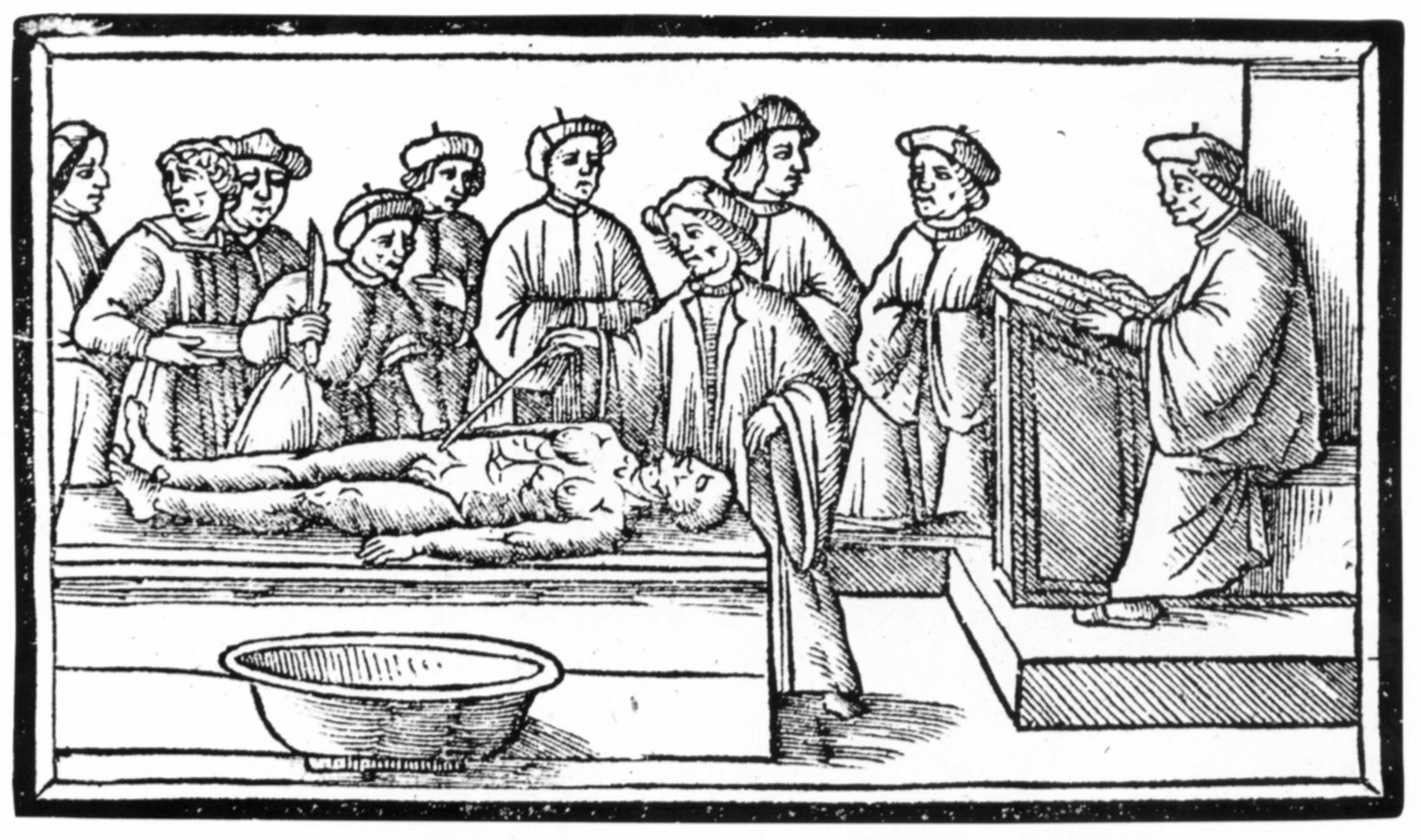
Leçon d'anatomie, d'une édition de Berengario en 1535.

Le commentaire médiéval est un exercice très codifié, qui consiste à présenter l'ensemble d'un texte, puis chacune de ses sections, et enfin à revenir sur chaque section pour en analyser les subdivisions. Le texte peut alors être réduit en principes ou syllogismes, conduisant à des conclusions.
Selon R. K. French, le cas de Berengario est unique, car il applique la forme scolastique du commentaire médiéval à la dissection anatomique, qui jusqu'alors ne faisait pas l'objet de commentaires. En effet, la dissection était conçue comme une pratique qui éclaire un texte d'autorité. Or seul un texte, et non une practica, peut être expliqué et commenté selon la logique d'Aristote.
Pour présenter des travaux anatomiques, un moderne dirait : « J'ai trouvé (ou pas) ceci ou cela, allez voir par vous-même. » Mais l'époque ou le lieu ne le permettent pas. Pour convaincre de façon académique, Berengario doit utiliser un raisonnement logique basé sur une analyse de texte. Ce texte est celui de Mondino, l'anatomiste qui a introduit la dissection anatomique humaine à la fin du XIIIe siècle. Berengario peut donc présenter ses découvertes anatomiques comme des « propositions » logiques, non pas parce qu'il en doute, mais par nécessité de convaincre.
Il existe trois conclusions logiques possibles en anatomie : 1) telle structure est présente sous telle forme 2) telle structure ne se situe pas (absente) 3) la structure est là, mais ne peut être vue (présence virtuelle). Berengario refuse cette dernière conclusion qu'il estime impropre à l'anatomie. Selon lui, on ne peut prouver qu'une chose existe à partir de l'existence d'une fonction qui lui serait assignée. Il défend donc une Anatomia sensibilis, où la démonstration se fait ad sensum (par les sens), alors que ses prédécesseurs, par exemple Zerbis, concevaient plutôt une anatomia rationalis à démonstration rationabiliter (par le raisonnement).

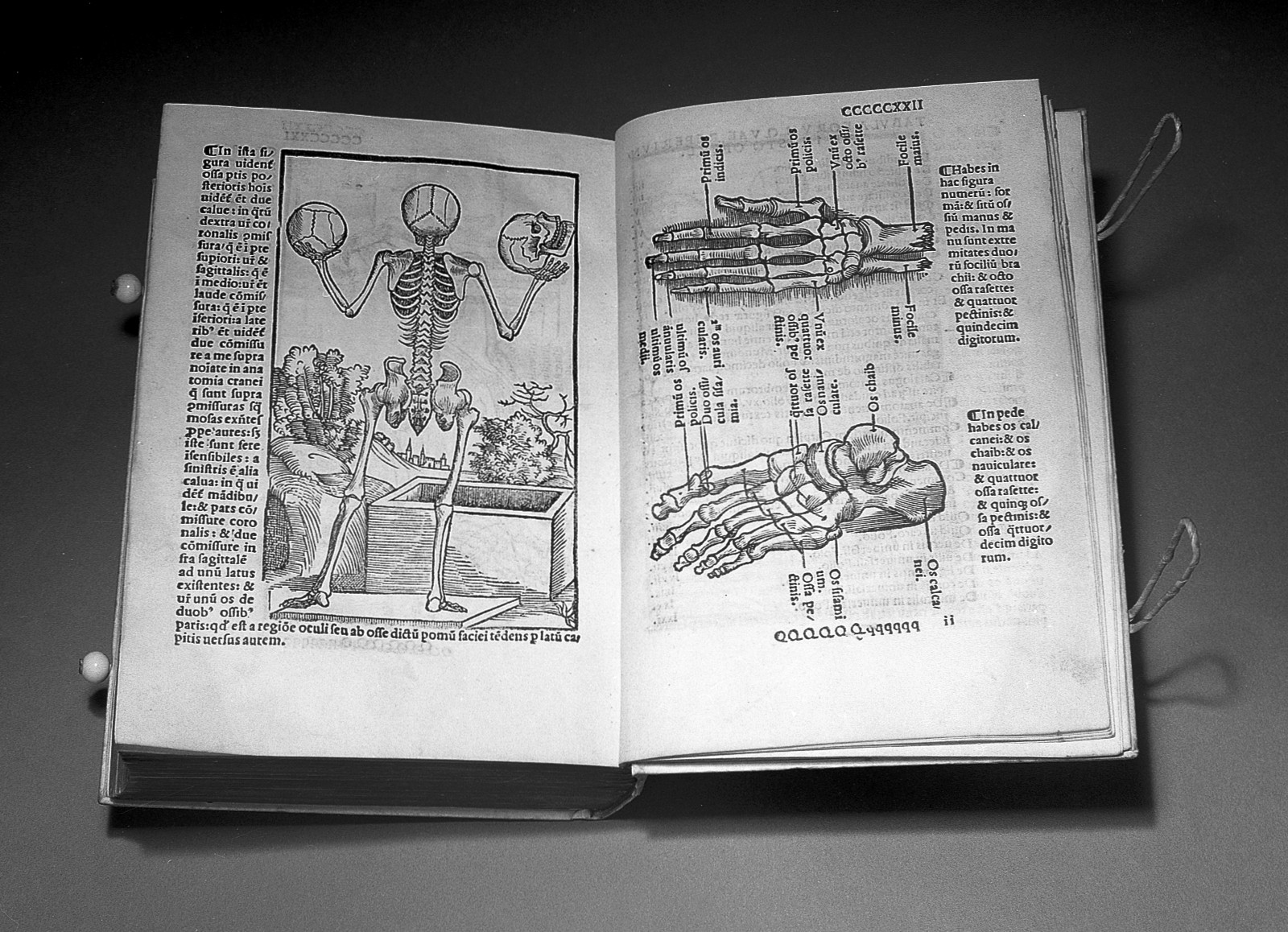
Commentaires sur Mondino, 1521, de Berengario. Page de gauche : première illustration anatomique avec paysage en perspective.

Cette « anatomie sensible » est le plus à même de résoudre les difficultés et contradictions entre Autorités (Aristote, Galien, Avicenne...). Berengario voit l'anatomiste comme un artisan, qui étudie l'homme, œuvre de Dieu, car le Créateur est le premier des artisans. L'anatomiste est un artisan de l'œil et de la main, qui peut apprendre d'autres praticiens comme les charpentiers. Les os du pubis s'ouvrent-ils au moment de l'accouchement ? Pour le savoir, il vaut mieux aller voir comment on fait les portes et les fenêtres pour qu'elles puissent s'ouvrir ou se fermer. Comment expliquer les sutures crâniennes ? On les comprend au mieux en examinant les assemblages en queue d'aronde, chez ces mêmes charpentiers.
À cause de son origine divine, rien dans le corps humain n'a été fait en vain. Berengario pense que le corps humain n'a guère changé depuis la Création, il pense toutefois que sa découverte de l'appendice est une conséquence de la gloutonnerie de l'homme moderne.
Selon R.K. French, Berengario rejette l'idée des « yeux de la raison », mais il introduit une nouvelle réflexion sur les relations entre le corps, le texte, l'expérience sensible, la raison et l'autorité, afin d'établir un meilleur texte de vérité.
À ce texte imprimé, s'ajoutent des illustrations, car l'anatomie sensible étant celle des choses visibles, elles peuvent être dessinées et gravées sur bois. Il est des formes compliquées, comme celle d'une vertèbre, qui défient toute description verbale et qui ne peuvent se révéler et se mémoriser que par la vision ou le toucher.

## Œuvres et publications
- (la) Commentaria cum amplissimus additionibus super anatomiam Mundini, Bologne, Hyeronimum de Benedictis, 1521.
- (la) Hic habes candide lector, Carpi libellum de calvaria sive cranii, cranei ve fractura : secundo loco impressum, ab eodem authore revisum, additis nonnullis Hippocratiis sententiis e graeca lingua in latinam([Reprod.]) [Novissime per Marcum Fabium Calvum Ravennarem positis, additis et aliquibus, ex Galeni Paulique Aegenitae veris interpretationibus, operi spectantibus, cum novo, totius operis capitulorum], lire en ligne sur Gallica.
- (la) Isagogæ breves perlucidæ ac uberrimæ in anatomiam humani corporis a communi medicorum academia usitatam, Bologne, Benedictum Hectoris, 1523.